# Route 3 (Nouveau-Brunswick)
Pour les articles homonymes, voir Route 3.
La route 3 relie la route 170 à Saint-Stephen à la route 102 à Long Creek en périphérie de Fredericton.
Depuis Saint-Stephen, la route 3 se dirige vers le nord en longeant la rive est du ruisseau Dennis et travers la communauté de Moores Mills. Ensuite, elle adopte une orientation vers le nord-est et traverse Lawrence Station et un territoire peu habité. Elle croise la route 4 à McAdam. De là, elle continue vers le nord-est, traverse le village de Harvey et tourne vers le nord. Elle se termine à un carrefour giratoire et un échangeur avec la route 102, tout près de la route 2 à Long Creek.
Il n'y a eu aucun changement ou réalignement majeur de la route 3 depuis les années 1950.

## Intersections majeures
| Comté     | Ville            | km    | Destinations                                                | Notes                                                                           |
| --------- | ---------------- | ----- | ----------------------------------------------------------- | ------------------------------------------------------------------------------- |
| Charlotte | Saint-Stephen    | 91,50 | NB-1 / NB-170 – Saint-Stephen, Calais, ME, Saint-Jean       | Carrefour giratoire avec la NB-170; échangeur avec la NB-1; sortie 9 de la NB-1 |
| Charlotte | Moores Mills     | 83,80 | NB-745 nord – Oak Hill, Canoose                             | Terminus sud de la NB-745                                                       |
| Charlotte | DeWolfe          | 77,60 | NB-730 ouest – Oak Hill, Basswood Ridge                     | Terminus est de la NB-730                                                       |
| Charlotte | Bailie           | 68,00 | NB-755 sud – Honeydale, Oak Bay                             | Terminus nord de la NB-755                                                      |
| Charlotte | Andersonville    | 66,70 | NB-630 nord – Sainte-Croix                                  | Terminus sud de la NB-630                                                       |
| Charlotte | Lawrence Station | 60,60 | NB-127 sud – Waweig, Saint-Andrews                          | Terminus nord de la NB-127                                                      |
| York      | Thomaston Corner | 33,00 | NB-4 ouest – McAdam, Sainte-Croix                           | Terminus est de la NB-4                                                         |
| York      | York Mills       | 29,50 | NB-635 nord – Lower Prince William, Kings Landing           | Terminus sud de la NB-635                                                       |
| York      | Harvey           | 18,80 | NB-636 nord – Lake George                                   | Terminus sud de la NB-636                                                       |
| York      | Acton            | 15,20 | NB-640 nord – Yoho, Hanwell                                 | Terminus sud de la NB-640                                                       |
| York      | Long Creek       | 0,00  | NB-2 – Edmundston, Fredericton NB-102 – Pokiok, Fredericton | Échangeurs; sortie 258 de la NB-2                                               |
|           |                  |       |                                                             |                                                                                 |